# إديث ارنهييم
إديث ارنهييم (بالسويدية: Edith Arnheim)‏ هي لاعب كرة مضرب سويدية، ولدت في 21 فبراير 1884 في براغ في التشيك، وتوفيت في 16 أكتوبر 1964 في ستوكهولم في السويد.

## وصلات خارجية
- إديث ارنهييم على موقع الاتحاد الدولي لكرة المضرب (الإنجليزية)
- إديث ارنهييم على موقع اللجنة الأولمبية الدولية (الإنجليزية)
- إديث ارنهييم على موقع أوليمبيديا (الإنجليزية)
- إديث ارنهييم على موقع اللجنة الأولمبية السويدية (السويدية)